# Sinik
Thomas Idir Gérard (n. 26 iunie 1980, Paris), cunoscut sub numele de scenă Sinik, este un rapper francez. S-a născut în Paris, în data de 26 iunie 1980, dintr-o mamă franceză și un tată algerian.

## Biografia
Cea mai mare parte a copilăriei sale a petrecut-o în orașul francez Les Ulis, din departamentul Essonne. În 1996 a fondat, împreună cu prietenii săi din copilărie Agoudjil Djamel, Oudjehih Lalmi și Tarek Anis trupa de muzică rap L'Amalgame. Grupul s-a schimbat în decursul timpului și și-a schimbat numele în Ul'Team Atom. Sinik părăsit grupul în 2000 și a început o carieră solo. În același an, el a lansat primul său EP numit Malsain care a avut peste 1.000 de vânzări . Cu banii strânși, Sinik fondat cu Karim și Nabyle Tamarat casa de discuri Six-O-Nine(6-0-9). De asemenea, s-a reunit cu artista Diam's.Cei doi rapperi au fost turnee împreună pentru o lungă perioadă de timp, iar piesa Le Meme Sang (în italiană același sânge) simbolizează prietenia lor.
În 2004, lansează albumul  En attendant l'album. Pe 25 ianuarie 2005, apare albumul de stradă intitulat La Main Sur Le Coeur, care a primit discul de aur în Franța. Mai târziu, pe 3 aprilie 2006, Sinik lansează cel de-al doilea album al carierei sale, Sang Froid, care include participări cu alți artiști ca Kool Shen, Sniper , Kayna Samet și Vitaa.
În 2007, lansează albumul Le Toit Du Monde. În cadrul acestui abum face parte și piesa Je Réalise, care reprezintă o colaborare cu artistul britanic James Blunt.

## Discografia

### Albume
| Anul | Albumul                 | Casa de discuri | Poziție vârf | Poziție vârf   | Poziție vârf        | Certificări                 |
| Anul | Albumul                 | Casa de discuri | SNEP FR      | Ultratop 50 BE | Swiss Hitparade SUI | Certificări                 |
| ---- | ----------------------- | --------------- | ------------ | -------------- | ------------------- | --------------------------- |
| 2005 | La Main sur le coeur    | Warner          | 3            | 78             | 47                  | SNEP: 2X Aur 250,000 copii  |
| 2006 | Sang froid              | Warner          | 2            | 5              | 11                  | SNEP: Platină 300,000 copii |
| 2007 | Le Toit du monde        | Warner          | 5            | 20             | 34                  | SNEP: 2X Aur 250,000 copii  |
| 2009 | Ballon d'or             | 6-0-9           | 19           | 40             | –                   | SNEP: Aur 50,000 copii      |
| 2012 | La plume et le poignard | 6-0-9           | 11           | 23             | 81                  | SNEP: Aur 50,000 de copii   |
| 2015 | Immortel II             |                 | 5            | 49             | –                   | SNEP: Aur 50.000 de copii   |

### Albume de stradă
| Anul | Albumul              | Poziție vârf | Poziție vârf    | Poziție vârf        | Certificări/vânzări |
| Anul | Albumul              | SNEP FR      | Ultratop 50 BEL | Swiss Hitparade SUI | Certificări/vânzări |
| ---- | -------------------- | ------------ | --------------- | ------------------- | ------------------- |
| 2004 | En attendant l'album | –            | –               | –                   | 40,000 copii        |
| 2011 | Le Côté malsain      | 8            | 29              | –                   | 40,000 copii        |

### Alte lansări
Mixtape-uri
- 1999: Ul’Team At Home 1er Volet (Mixtape Ul'Team Atom)
- 2011: Immortel (Best of de Sinik )

Maxis
- 2000: Malsain
- 2002: Artiste triste

### Single
| Anul | Single                           | Poziție vârf | Poziție vârf    | Poziție vârf        | Albumul |
| Anul | Single                           | SNEP FR      | Ultratop 50 BEL | Swiss Hitparade SUI | Albumul |
| ---- | -------------------------------- | ------------ | --------------- | ------------------- | ------- |
| 2006 | "Ne dis jamais" (feat. Vitaa)    | 26           | 38              | 70                  |         |
| 2006 | "La cité des anges"              | 36           | –               | –                   |         |
| 2008 | "Je réalise" (feat. James Blunt) | 3            | 11              | 38                  |         |
| 2012 | "Les 16 vérités" (feat. Médine)  | 143          | –               | –                   |         |
| 2015 | "Contradictions"                 | –            | –               | –                   |         |